# Shamira Raphaëla
Shamira Raphaëla (1982) is een Arubaans-Nederlands regisseur en documentairemaker.

## Levensloop
Shamira Raphaëla groeide in Aruba op. Zij heeft een Nederlandse moeder en een Curaçaose vader. Na het vwo vertrok zij naar Nederland om aan de Gerrit Rietveld Academie beeldende kunst te studeren. Later behaalde ze het diploma mediakunst aan de ArtEZ hogeschool voor de kunsten.
Raphaëla is werkzaam als onafhankelijke regisseur. Zij regisseerde succesvolle televisieprogramma's zoals Expeditie Robinson en Spuiten en Slikken. In 2006 produceerde en regisseerde zij een korte film over drie jonge Arubaanse vrouwen, getiteld Met zout in mijn ogen. Haar eerste lange documentaire Deal with it (2014) werd bekroond op het Los Angeles Urban Film Festival, het Belize International Film Festival en het Aruba International Film Festival. In deze familiefilm vertelt Raphaela het verhaal van haar vader Pempy en broer Andy, beiden drugsdealer en -verslaafd. In 2017 won zij met de film Lenno en de maanvis de IDFA-prijs voor de beste jeugddocumentaire. Met haar filmplan Downfall of a Superwoman was zij winnaar van de Karen de Bok Talentprijs 2018.
Op het filmfestival Movies that Matter ging in 2019 de biografische documentaire De waarheid over mijn vader (Engelse titel Daddy and the Warlord) in première. De film won op het Nederlands Film Festival 2019 een Gouden Kalf voor de beste korte documentaire. De documentaire vertelt het verhaal over de vader van journalist Clarice Gargard die de rechterhand was geweest van Charles Taylor, de ex-president van Liberia, dictator en veroordeelde oorlogscrimineel.
In december 2019 verscheen er een 2Doc-documentaire met de titel Ons Moederland van haar over Constant Kusters, de leider van de NVU, waarin zijn gezinsleven met zijn vrouw en vijf kinderen en zijn activisme voor de NVU werden gevolgd. In 2022 werd Shabu gekroond met een Gouden Kalf voor de beste lange documentaire.

## Filmografie
- Met zout in mijn ogen (2006)
- Deal with it (2014, 55 min.)
- Lenno en de maanvis (2017, 18 min.)
- De waarheid over mijn vader (2019, 52 min.)
- Ons Moederland (2019, 73 min.)
- Shabu (2021)